# 杨文贵 (1926年)
杨文贵（1926年7月—1978年），男，苗族，广西融水人，中华人民共和国政治人物。曾任桂西僮族自治区人民政府委员，中南军政委员会民族事务委员会委员，第一、二、三届全国人大代表。

## 生平
1954年，当选第一届全国人民代表大会代表。